# You're So Vain
You're So Vain is een nummer van de Amerikaanse zangeres Carly Simon. Het nummer verscheen op haar album No Secrets uit 1972. Op 8 november van dat jaar werd het nummer uitgebracht als de eerste single van het album.

## Achtergrond
"You're So Vain" gaat over een voormalige, ijdele minnaar van Simon die alleen maar aan zichzelf denkt: "You're so vain, you probably think this song is about you" ("Je bent zo ijdel, je denkt waarschijnlijk dat dit lied over jou gaat"). Al sinds het nummer in 1972 een hit werd, is er speculatie over wie Simon het nummer heeft geschreven. Mick Jagger, die tijdens het refrein in het achtergrondkoor te horen is, is in ieder geval niet het onderwerp. Simon heeft bevestigd dat het niet gaat over haar ex-man James Taylor of over David Geffen, platenbaas van Elektra Records, waar Simon op dat moment onder contract stond.
Door de jaren heen heeft Simon een aantal hints gegeven over het onderwerp van het nummer, waarbij ze zei dat de letters A, E en R in zijn naam voorkomen. Er zijn slechts een aantal mensen aan wie Simon heeft verteld over wie het nummer gaat, onder de voorwaarde dat zij het geheim zouden houden. Onder deze mensen bevinden zich radio-dj Howard Stern, Taylor Swift en voormalig NBC Sports-baas Dick Ebersol, die in een veiling vijftigduizend dollar betaalde in ruil voor het onderwerp. Verder heeft Simon gezegd dat het antwoord te vinden is in een opnieuw opgenomen versie van het nummer, en dat deze versie achteruit afgespeeld moet worden om het te horen. Zo zouden er een "David" en een "Warren" te horen zijn in het nummer.
In 2007 speculeerde acteur Warren Beatty, een ex-vriend van Simon, dat het nummer over hem ging. In 2015 heeft Simon bevestigd dat het tweede couplet inderdaad over Beatty gaat, maar dat de andere twee coupletten over twee andere mannen gaan. Simon vertelde hierbij dat Beatty denkt dat het hele nummer over hem gaat.
"You're So Vain" betekende de internationale doorbraak van Simon. In thuisland de Verenigde Staten behaalde de plaat de nummer 1-positie in de Billboard Hot 100, waarop de plaat drie weken bleef staan. Hier staat de plaat op de 92e positie van de grootste hits in de Billboard Hot 100. Ook in Canada, Australië en Nieuw-Zeeland werd de plaat een nummer 1-hit, terwijl in het Verenigd Koninkrijk de 3e positie in de UK Singles Chart werd behaald. 
In Nederland werd de plaat veel gedraaid op de zeezenders en de landelijke radiozenders en werd een hit. De plaat bereikte de 9e positie in de Nederlandse Top 40 op Radio Veronica en de 7e positie in de Hilversum 3 Top 30 / Daverende Dertig op de publieke popzender Hilversum 3. 
In België bereikte de plaat de 5e positie in de voorloper van de Vlaamse Ultratop 50 en de 6e positie in de Vlaamse Radio 2 Top 30. In Wallonië werd de 14e positie bereikt. 
In 2001 werd de plaat gesampled in "Son of a Gun (I Betcha Think This Song Is About You)" van Janet Jackson en Missy Elliott, wat ook een internationale hit werd.
Sinds de allereerste editie in december 1999 staat de plaat onafgebroken genoteerd in de jaarlijkse NPO Radio 2 Top 2000 van de Nederlandse publieke radiozender NPO Radio 2, met als hoogste notering een 365e positie in 2001.

## Hitnoteringen

### Nederlandse Top 40
| Hitnotering: 20-01-1973 t/m 10-03-1973 | Hitnotering: 20-01-1973 t/m 10-03-1973 | Hitnotering: 20-01-1973 t/m 10-03-1973 | Hitnotering: 20-01-1973 t/m 10-03-1973 | Hitnotering: 20-01-1973 t/m 10-03-1973 | Hitnotering: 20-01-1973 t/m 10-03-1973 | Hitnotering: 20-01-1973 t/m 10-03-1973 | Hitnotering: 20-01-1973 t/m 10-03-1973 | Hitnotering: 20-01-1973 t/m 10-03-1973 | Hitnotering: 20-01-1973 t/m 10-03-1973 |
| Week                                   | 1                                      | 2                                      | 3                                      | 4                                      | 5                                      | 6                                      | 7                                      | 8                                      |                                        |
| -------------------------------------- | -------------------------------------- | -------------------------------------- | -------------------------------------- | -------------------------------------- | -------------------------------------- | -------------------------------------- | -------------------------------------- | -------------------------------------- | -------------------------------------- |
| Positie                                | 31                                     | 17                                     | 12                                     | 9                                      | 9                                      | 19                                     | 29                                     | 37                                     | uit                                    |

### Hilversum 3 Top 30 / Daverende Dertig
| Hitnotering: 20-01-1973 t/m 03-03-1973 | Hitnotering: 20-01-1973 t/m 03-03-1973 | Hitnotering: 20-01-1973 t/m 03-03-1973 | Hitnotering: 20-01-1973 t/m 03-03-1973 | Hitnotering: 20-01-1973 t/m 03-03-1973 | Hitnotering: 20-01-1973 t/m 03-03-1973 | Hitnotering: 20-01-1973 t/m 03-03-1973 | Hitnotering: 20-01-1973 t/m 03-03-1973 | Hitnotering: 20-01-1973 t/m 03-03-1973 |
| Week                                   | 1                                      | 2                                      | 3                                      | 4                                      | 5                                      | 6                                      | 7                                      |                                        |
| -------------------------------------- | -------------------------------------- | -------------------------------------- | -------------------------------------- | -------------------------------------- | -------------------------------------- | -------------------------------------- | -------------------------------------- | -------------------------------------- |
| Positie                                | 23                                     | 16                                     | 11                                     | 8                                      | 7                                      | 13                                     | 24                                     | uit                                    |

### NPO Radio 2 Top 2000
| Nummer met noteringen in de NPO Radio 2 Top 2000 | '99 | '00 | '01 | '02 | '03 | '04 | '05 | '06 | '07 | '08 | '09 | '10 | '11 | '12 | '13 | '14 | '15 | '16 | '17 | '18 | '19 | '20  | '21  | '22  | '23 | '24 |
| ------------------------------------------------ | --- | --- | --- | --- | --- | --- | --- | --- | --- | --- | --- | --- | --- | --- | --- | --- | --- | --- | --- | --- | --- | ---- | ---- | ---- | --- | --- |
| You're So Vain                                   | 546 | 775 | 365 | 480 | 387 | 374 | 431 | 502 | 568 | 457 | 537 | 567 | 570 | 882 | 907 | 714 | 701 | 756 | 695 | 628 | 942 | 1008 | 1065 | 1141 | 977 | 852 |

1. ↑  Een vetgedrukt getal geeft de hoogste notering aan.